# Brave
Brave (на български: Смел) е шестият албум на американската певица/актриса Дженифър Лопес, издаден през октомври 2007 г. Включва в себе си 13 музикални изпълнения, два от които са хитовите сингли „Hold It Don't Drop It“ и „Do It Well“.

## Списък с песните

### Оригинален траклист
1. Stay Together – 3:30
2. Forever – 3:39
3. Hold It Don't Drop It – 3:55
4. Do It Well – 3:05
5. Gotta Be There – 3:57
6. Never Gonna Give Up – 4:21
7. The Way It Is – 3:16
8. The Way It Is – 3:07
9. Be Mine – 3:19
10. I Need Love – 3:52
11. Wrong When You're Gone – 3:58
12. Brave – 4:21
13. Do It Well (с Лудакрис) (бонус трак) – 3:33

### Дигитално издание
1. Do It Well (Moto Blanco радио mix) – 3:01

### iTunes издание
1. Frozen Moments – 3:43

### Делукс издание (DVD)
1. Get Right (с Fabolous) – 3:49
2. Hold You Down (с Fat Joe) – 4:31
3. Qué Hiciste – 4:18
4. Me Haces Falta – 3:35